# Máire (Vorname)
Máire ist ein weiblicher Vorname.

## Herkunft und Varianten
Der Name ist die irische Form von Mary.
Weitere Varianten sind Maura, Moyra und Moira.
Verkleinerungsformen sind Mairenn, Máirín, Maureen und Maurine.

## Namensträgerinnen
- Máire Comerford (1893–1982), irische Republikanerin und Schriftstellerin
- Máire Geoghegan-Quinn (* 1950), irische Politikerin
- Máire Hickey (1938–2025), irische Altphilologin und Benediktinerin
- Máire Hoctor (* 1963), irische Politikerin
- Máire Mhac an tSaoi (1922–2021), irische Keltologin, Dichterin und Schriftstellerin
- Máire O’Neill (1885–1952), irische Schauspielerin
- Máire Whelan (* 1956), irische Richterin

### Pseudonym
- Máire, Pseudonym von Séamus Ó Grianna (1891–1969), irischer Schriftsteller